# Station Shiki (Osaka)
Station Shiki  (志紀駅,  Shiki-eki) is een spoorwegstation in de Japanse stad Yao. Het wordt aangedaan door de Yamatoji-lijn. Het station heeft twee sporen, gelegen aan twee zijperrons. 

## Treindienst

### JR West
| 1 | ■ Yamatoji-lijn | richting Kashiwara, Ōji en Nara     |
| 2 | ■ Yamatoji-lijn | richting Tennōji, JR Namba en Ōsaka |

## Geschiedenis
Het station werd geopend in 1909. In 1946 werd het station gesloten wegens het gebrek aan brandstof. In 1961 werd er na aandringen van het bestuur van Yao het station heropend.

## Overig openbaar vervoer
Er bevindt zich een bushalte nabij het station. Er vertrekken bussen van Kintetsu.
(Kansai-lijn<<) Kamo · Kizu · Narayama · Nara · Kōriyama · Yamato-Koizumi · Hōryūji · Ōji · Sangō · Kawachi-Katakami · Takaida · Kashiwara · Shiki · Yao · Kyūhōji · Kami · Hirano · Tōbu-Shijō-mae · Tennōji · Shin-Imamiya · Imamiya (>>Osaka-ringlijn) · JR Namba